# Cisowa (gromada)
Cisowa – dawna gromada, czyli najmniejsza jednostka podziału terytorialnego Polskiej Rzeczypospolitej Ludowej w latach 1954–1972.
Gromady, z gromadzkimi radami narodowymi (GRN) jako organami władzy najniższego stopnia na wsi, funkcjonowały od reformy reorganizującej administrację wiejską przeprowadzonej jesienią 1954 do momentu ich zniesienia z dniem 1 stycznia 1973, tym samym wypierając organizację gminną w latach 1954–1972.
Gromadę Cisowa z siedzibą GRN w Cisowej (obecnie w granicach Kędzierzyna-Koźla) utworzono – jako jedną z 8759 gromad na obszarze Polski – w powiecie kozielskim w woj. opolskim, na mocy uchwały nr VII/22/54 WRN w Opolu z dnia 4 października 1954. W skład jednostki weszły obszary dotychczasowych gromad Cisowa, Łąki Kozielskie (bez osady Kuszówka) i Miejsce Kłodnickie ze zniesionej gminy Blachownia Śląska w tymże powiecie. Dla gromady ustalono 24 członków gromadzkiej rady narodowej.
Gromadę zniesiono 31 grudnia 1961, a jej obszar włączono do gromad: Blachownia Śląska (wsie Cisowa i Miejsce Kłodnickie) i Raszowa (wieś Łąki Kozielskie) w tymże powiecie.